# Fale Comigo
Fale Comigo é o álbum de estréia do grupo de forró universitário Rastapé, lançado em 2000 pela Abril Music e produzido por Guto Campos. O álbum vendeu mais de 300.000 cópias, e com isso recebeu disco de platina pela ABPD.

## Faixas
| N.º | Título                                 | Compositor(es)                                             | Duração |  |
| 1.  | "Xote Swingado"                        | Jorge Filho / Jair                                         | 3:34    |  |
| 2.  | "Colo de Menina"                       | Jorge Filho                                                | 3:24    |  |
| 3.  | "Amor de Rastapé"                      | Jorge Filho                                                | 3:52    |  |
| 4.  | "Beijo Roubado"                        | Ricardo Tetê / Danilo Morais / Rodrigo Castilho            | 3:37    |  |
| 5.  | "Embalo do Forró"                      | Jorge Filho                                                | 3:35    |  |
| 6.  | "Namoro"                               | André Saisse                                               | 3:49    |  |
| 7.  | "Fale Comigo"                          | Jorge Filho                                                | 3:37    |  |
| 8.  | "Redemoinho / Ventania" (Instrumental) | Jorginho do Acordeon                                       | 2:32    |  |
| 9.  | "Luau em Dunas"                        | Jorge Filho / Tico                                         | 3:44    |  |
| 10. | "O Chineleiro / Vamos Xamegá"          | João Silva / J. B. de Aquino / Dilson Dória / Elino Julião | 4:03    |  |
| 11. | "Um Anjo do Céu"                       | Marcelo / Marrara / Prata / Quim                           | 3:42    |  |
| 12. | "Forró no Claro"                       | Antônio Barros                                             | 3:12    |  |
| 13. | "Saudade da Gota"                      | Jorge Filho / Tico / Jair / Marquinhos                     | 3:37    |  |
| 14. | "Forró Universitário"                  | Jorge Filho / Tico                                         | 3:22    |  |
| 15. | "Pra Gente Vadiar"                     | Zé Ramos                                                   | 3:02    |  |

## Certificações
| Brasil (ABPD)                             | Platina | 2001 | 200.000* |
| *número de vendas baseado na certificação |         |      |          |